# Juliette Lewis
Juliette Lewis (* 21. června 1973) je americká herečka a zpěvačka. Narodila se v Los Angeles jako dcera herce Geoffreyho Lewise. Koncem osmdesátých let začala hrát v televizních seriálech a také filmech. Zas svůj herecký výkon získala nominace na Oscara, Zlatý glóbus a Cenu Emmy.
Hrála například ve filmech Smrt přišla brzy (1990), Večernice (1996), Od soumraku do úsvitu (1996) a Mocná síla soucitu (2010). V roce 2003 založila rockovou hudební skupinu Juliette and the Licks, se kterou vydala dvě dlouhohrající desky. V roce 2009 vydala první sólové album nazvané Terra Incognita.

## Filmografie

### Film
| Rok  | Název                        | Role                  | Poznámky        |
| ---- | ---------------------------- | --------------------- | --------------- |
| 1988 | Krásná mimozemšťanka         | Lexie                 |                 |
| 1989 | Vánoční prázdniny            | Audrey Griswold       |                 |
| 1989 | Meet the Hollowheads         | Cindy Hollowhead      |                 |
| 1989 | The Runnin' Kind             | Amy Curtis            |                 |
| 1991 | Mys hrůzy                    | Danielle Bowden       |                 |
| 1991 | Pokřivená srdce              | Cassie                |                 |
| 1992 | Manželé a manželky           | Rain                  |                 |
| 1992 | Této noci                    | Sheryl O'Connor       |                 |
| 1993 | Co žere Gilberta Grapea      | Becky                 |                 |
| 1993 | Romeo krvácí                 | Sheri                 |                 |
| 1993 | Kalifornie                   | Adele Corners         |                 |
| 1994 | Takoví normální zabijáci     | Mallory Knox          |                 |
| 1995 | Blázni a poblázni            | Gracie Barzini        |                 |
| 1995 | Zvláštní dny                 | Faith Justin          |                 |
| 1995 | Rváčův deník                 | Diane Moody           |                 |
| 1996 | Večernice                    | Melanie Horton        |                 |
| 1996 | Od soumraku do úsvitu        | Katerine Fuller       |                 |
| 1998 | Lásky z L.A.                 | April                 |                 |
| 1999 | Jiná láska                   | Carla Tate            |                 |
| 1999 | Čtvrté patro                 | Jane Emelin           |                 |
| 2000 | Hledám pronájem              | Linda                 |                 |
| 2000 | Únosci                       | Robin                 |                 |
| 2001 | Klářin portrét               | Claire Beaucage       |                 |
| 2001 | Odpoledne s Gaudím           | April                 |                 |
| 2002 | Dost                         | Ginny                 |                 |
| 2002 | Armitage: Dual Matrix        | Naomi Armitage (hlas) | anglický dabing |
| 2003 | Cold Creek Manor             | Ruby Ferguson         |                 |
| 2003 | Mládí v trapu                | Heidi                 |                 |
| 2004 | Blueberry                    | Maria Sullivan        |                 |
| 2004 | Starsky & Hutch              | Kitty                 |                 |
| 2005 | Daltry Kelhůn                | Flora Flick           |                 |
| 2005 | Severní polární záře         | Kate                  |                 |
| 2005 | Výprodej                     | Suzanne               |                 |
| 2006 | Darwinovy ceny               | Joleen                |                 |
| 2007 | Život jde dál                | Maureen               |                 |
| 2009 | Vyfič!                       | Iron Maven            |                 |
| 2009 | Metropie                     | Nina (hlas)           |                 |
| 2010 | Mocná síla soucitu           | Ariel Lee             |                 |
| 2010 | Záměna                       | Debbie Epstein        |                 |
| 2010 | Odsouzení                    | Roseanna Perry        |                 |
| 2010 | Na doraz                     | Heidi                 |                 |
| 2011 | Fracek                       | Tammy Cutter-McMullen |                 |
| 2011 | Foreverland                  | Vicky                 |                 |
| 2012 | Open Road                    | Jill                  |                 |
| 2013 | Blízko od sebe               | Karen Weston          |                 |
| 2014 | Průšvihář                    | Pam                   |                 |
| 2014 | Kelly & Cal                  | Kelly                 |                 |
| 2015 | Jem and the Holograms        | Erica Raymond         |                 |
| 2016 | Nerve: Hra o život           | Nancy Delmonico       |                 |
| 2018 | Back Roads                   | Bonnie Altmyer        |                 |
| 2018 | A Million Little Pieces      | Joanne                |                 |
| 2018 | Anthem of a Teenage Prophet  | Mary                  |                 |
| 2019 | Máma                         | Erica Thompson        |                 |
| 2019 | Dreamland                    | hraběnka              |                 |
| 2020 | Breaking News in Yuba County | Gloria Michaels       |                 |
| 2020 | Mayday                       | June                  |                 |

### Televize
| Rok       | Název                    | Role                         | Poznámky                                      |
| --------- | ------------------------ | ---------------------------- | --------------------------------------------- |
| 1987      | Home Fires               | Maty                         | TV film                                       |
| 1987–1988 | I Married Dora           | Katie Ferrell                | 13 dílů                                       |
| 1988      | The Facts of Life        | Terry Rankin                 | 2 díly                                        |
| 1989–1990 | Báječná léta             | Delores                      | 4 díly                                        |
| 1990      | A Family for Joe         | Holly Bankston               | 9 dílů                                        |
| 1990      | Smrt přišla brzy         | Amanda Sue Bradley           | TV film                                       |
| 2001      | Dharma a Greg            | September                    | díl: „Try to Remember This Kind of September“ |
| 2001      | Vysněný svět             | Dorie Kay                    | TV film                                       |
| 2002      | Duševní slepota          | Beth Toczynski               | TV film                                       |
| 2003      | Free for All             | Paula Wisconsin (hlas)       | 7 dílů                                        |
| 2004      | Chasing Freedom          | Libby                        | TV film                                       |
| 2006      | Jmenuju se Earl          | Jessie                       | díl: „Lovec lidí“                             |
| 2006      | Pancake Mountain         | Samu sebe                    | díl 1.8                                       |
| 2010      | Memphis Beat             | Cleo                         | díl: „Baby, Let's Play House“                 |
| 2010      | Never Mind The Buzzcocks | Moderátorka                  | díl 24.9                                      |
| 2012      | Firma                    | Tamara Inez "Tammy" Hemphill | 22 dílů                                       |
| 2013      | Portlandia               | Darcy                        | díl: „Squiggleman“                            |
| 2013–2015 | RuPaul's Drag Race       | Samu sebe/porotce            | 2 díly                                        |
| 2015–2016 | Tajnosti a lži           | detektiv Andrea Cornell      | 20 dílů                                       |
| 2015      | Městečko Pines           | Beverly Brown                | 3 díly                                        |
| 2017      | Exprezident Graves       | Bailey Todd                  | 2 díly                                        |
| 2018      | Kempování                | Jandice                      | 8 dílů                                        |
| 2018–2019 | The Conners              | Blue                         | 3 díly                                        |
| 2019      | At Home with Amy Sedaris | Tandy Tucker                 | díl: „Hospital-tality“                        |
| 2019      | Odhalení                 | Stephanie Godejohn           | díl: „Bonnie & Clyde“                         |

### Hudební videa
| Rok  | Název skladby          | Umělec             |
| ---- | ---------------------- | ------------------ |
| 1993 | „Come to My Window“    | Melissa Etheridge  |
| 2003 | „Buried Alive By Love“ | HIM                |
| 2013 | „City of Angels“       | 30 Seconds to Mars |

### Videohry
| Rok  | Název               | Role      |
| ---- | ------------------- | --------- |
| 2008 | Grand Theft Auto IV | Samu sebe |